# 92251 Kuconis
92251 Kuconis è un asteroide della fascia principale. Scoperto nel 2000, presenta un'orbita caratterizzata da un semiasse maggiore pari a 3,1554969 au e da un'eccentricità di 0,0983918, inclinata di 13,92227° rispetto all'eclittica.